# Монгольське завоювання Кавказу
Монгольське завоювання Кавказу — низка військових кампаній монголів у 1221—1242 роках, наслідком чого стала поразка кавказьких держав, частина з яких припинила існування, інші опинилися під зверхність Монгольської імперії.

## Передумови
У 1220 році після розгрому Держави Хорезмшахів монголи під час переслідування хорезмшаха Мухаммеда II захопили місто Гамадан на заході, звідки до Зенджану і Казвіну, який взяли штурмом. При посиленні холодів вони спрямовані до берега Каспію, в Муганський степ. По дорозі туди взяли Ардебіль. Після цього мали місце дві битви з грузинським військом, якому завдали поразки. Проте не стали просуватися далі.

## Перебіг подій

### Підкорення Держави Ільдегізідів
Навесні 1221 року монгольські полководці взяли Марагу і Нахічеван. атабек Узбек виявив покірність і отримав ал-тамгу і дерев'яну пайцзу. У серпні-вересні монголи повернулися в Гамадану, щоб придушити повстання городян, які вбили поставленого баскака.

### Підкорення Ширвану і Дагестану
У жовтні-листопаді 1221 року монголи, вступивши в Арран, захопили Байлакана і без бою взяли данину з Гянджі. Після чергового вторгнення до Грузії, вони підступили до Шемахи, столи Держави Ширваншахів. Взявши місто штурмом і розграбувавши його, монголи 1222 року сплюндрували значні території та завдали нищівної поразки дербентському еміру Рашиду. А потім через Дербентський прохід проникли на Північний Кавказ.
1222 року між монголами та Аварською державою укладається союз, завдяки якому територія нуцальства значно збільшилося, а нащадки нуцала Сураката I отримали монопольне право на спадкове володарювання. Навзаєм Аварське нуцальство забезпечувало владу монголів на Північно-Східному Кавказі.
1225 року ширваншах Фарібурз III захопив Дербентський емірат. При цьому доводилося боротися проти Грузинського царства та хорезмшаха Джелал-ед-Діна Макбурну. У 1230 році після поразок хорезмшаха від Румського і Єгипетського султанатів, скинув залежність від Джелал ад-Діна Манкбурну. У 1232 році зазнав поразки від монгольського нойона Чормагана, визнавши зверхність великого кагана Уґедея.
У 1239 році монголи зайняли міста Баку і Дербент. Зацим почалося підкорення решти Дагестану, в чому монголам активно допомагала Аварська держава. У 1240 році атаковано Газікумухське шамхальство, Табасаранське майсумство які, незважаючи на відчайдушний спротив населення, зазанали поразки. Тоді населення перейшло до партизанської тактики. Проте Газікумуський шамхал Чопан змушений був визнати зверхність Бату. Разом з тим Табасаранське майсумство опинилося підвладою шамхала.

### Підкорення Північного Кавказу
Пройшовши наприкінці 1221 року з боєм землі лезгинів, багатьох з яких пограбували і перебили, вони зіткнулися з об'єднаними силами аланів і кипчаків — половців. Не досягнувши успіху в перших сутичках, монголи вдалися до хитрощів, розбивши ворогів окремо. Втім це не призвело до підкорення аланських володарів Качир-Укуле, Владислава тощо.
Аланські володарі зберігали незалежність, незважаючи на попередню поразку. 1237 року після підкорення Надволжя хан Бату відправив війська на підкорення аланів, що відбулося до 1240 року.
Одночасно у 1237—1240 роках відбуваються монгольські вторгнення проти князівств дурдзуків (сучасні Чечня і Інгушетія). Незважаючи на запеклий спротив цю область було захоплено, окрім гірських районів, де тривала боротьба до 1250-х років.
1237 року починаються військові кампанії проти зигів. завдавши поразки князю Тукару, що загинув. Влітку 1238 року 40 тис. монгольських військ перешли річку Кубань й такували тамтешні зиські князівства. В результаті цієї кампанії було підкорено усю рівнинну Зигію, проте спротив зихів тривав у гірській частині протягом ще тривалого часу.

### Підкорення Грузії та Вірменії
У 1225 році в західній Персії та на Кавказі Джелал ад-Дін Манкбурну відновив владу хорезмшахів, ставши суперником Грузинського царства. 1225 року війська останньої під проводом Іоанн Мхаргрдзелі зазнали поразки в битві при Гарні від хорезмшаха, внаслідок чого 1226 року східна частина царства увійшла до складу Держави Хорезмшахів. Але вже у 1228 році Джелал ад-Дін стикнувся з колацією Конійського і Мамлюцькогос ултанатів, Кілікійського царства, у війні з якими 1230 року ззанав поразки. Цим в свою чергу скористалися монголи під проводом Чормагана, що захопив перські землі Держави Хорезмшахів.
У 1236 році монголи атакували володіння Закарідів, васалів Грузії. Монгольські війська захопили Шамхор, Лорі, Ані та Карс. До 1240 року вся країна була зайнята монголами, а цариця Русудан перебувала в Кутаїсі. 1241 року Байджу здійснив новий похід на грузинські землі, рухаючись проти конійського султана Кей-Хосрова II, союзника Русудан. 1242 року вона підписала з монголами мир, за яким визнала Грузію васалом хана та зобов'язалась сплачувати йому данину. До 1243 року монголи підкорили вірменські князівства Закарідів, Хачен в Карабасі і Сюнік в Зангезурі. Це дозволило Байджу поновити наступ на Конійський султанат.

## Наслідки
1242 року частина аланських рівнинних земель увійшли до улусу Берке, який існував до 1250 року, коли його було приєднано до улуса Бату. 1277 році монголи за допомоги васальних руських князів знову вимушені були підкорювати гірських аланів. За низку відомостей боротьба з гірських районах дочилася до 1290-х років.
1247 року невдовзі після смерті Русудан Грузинське царство припинило своє існування. Утворилися Західногрузинське та Східногрузинське царство, чим користувалися монголи усіляко їх послаблюючи. Переважно весь час перебувало під зверхність Хулагуїдів.
Деякий час ширваншахи, користуючись численними війнами монголів в Малій Азії та на Близькому Сході, зуміли забезпечити для себе більшу самостійність. Лише сплачували помірну данину і при цьому єдині з даників монголів карбували власну монету з титулом. Втім вже з 1255 року ці ознаки самостійності було ліквідовано.
Кавказ став місцем конкуренції між Золотою Ордою і Державою Хулагуїдів. У Дагестані Аварське
ханство підтримувало ординських ханів, а газікумуські шамхали і ширваншахи намагалися маневрувати між ординцями та ільханами. Поразка повстання у 1260 році шамхала Чопана від темника Бурундая призвело до відкоремлення Кайтазького уцмійства і відновлення самостійності Табасаранського майсумства.
З 1261 року починаються запеклі війни між Золотою Ордою і Державою Хулагуїдів, куди були втягнуті усі кавказькі держави. Вони тривали до 1399 року.